# Apanteles sylvaticus
Apanteles sylvaticus är en stekelart som beskrevs av De Saeger 1944. Apanteles sylvaticus ingår i släktet Apanteles och familjen bracksteklar. Inga underarter finns listade i Catalogue of Life.